# Kildare
Kildare (en gaèlic irlandès Cill Dara o "església del roure") és una vila d'Irlanda, al comtat de Kildare, a la província de Leinster. Es troba al marge de la carretera R445 a 50 kilòmetres de Dublín

## Història
Fou fundada en el segle V amb una església en honor de Santa Brígida, coneguda com a "església del roure" (Cill Dara), una de les tres fundacions més importants de la Irlanda celta.

## Galeria d'imatges

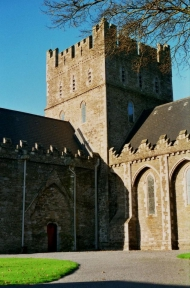
Catedral de Kildare
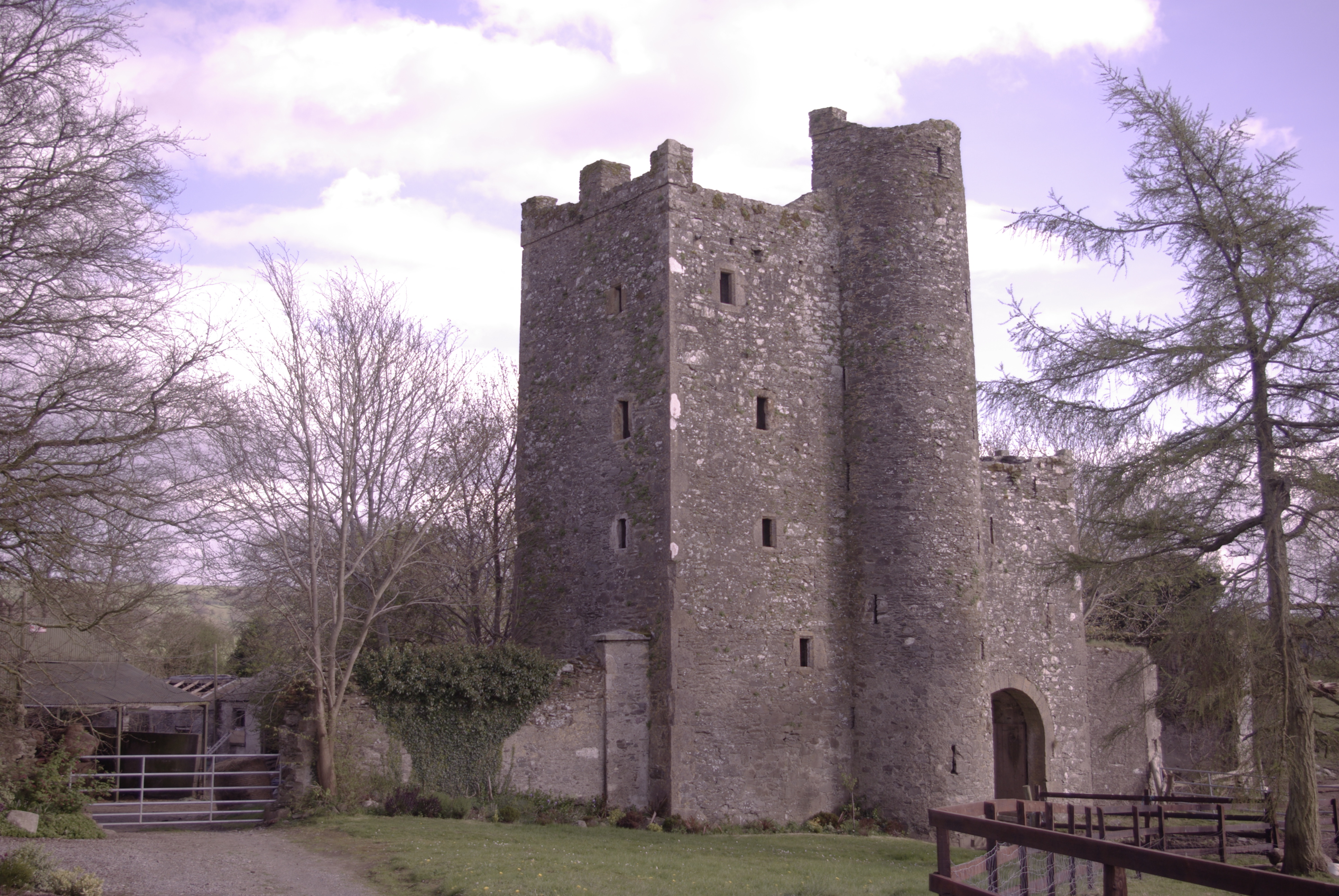
Torre de Kilteel